# Борис Янишлиев
Борис Дионисиев Янишлиев е български просветен деец, общественик, композитор, художник, публицист и краевед от Македония.

## Биография
Янишлиев е роден през 1887 година в град Дойран. Баща му Дионис Н. Янишлиев (1841 - 1916) е виден български деец в града, ученик на Андроник Йосифчев и Димитър Миладинов, а след това на първото българско училище в Цариград. Брат му Никола Янишлиев е също учител.
Борис Янишлиев завършва прогимназия в родния си град, а след това учи в Солунската българска мъжка гимназия. Към 1905 - 1906 година завършва педагогическото училище в Скопие. През 1908 година със стипендия от Българската екзархия записва турското юридическо училище Хукук мектеби в Солун, но не го завършва. През 1912 година е приет в Художественото индустриално училище в София.
Преподава рисуване в Гевгели и в Солунската гимназия рисуване и благозвучност. Учителства още в Дойран, Лерин, Гевгели, Битоля, Гостивар, Бобошево, където преподава рисуване и музика.
Борис Янишлиев участва активно в обществено-политическия животна родния си град. Там организира изложби, композира, ръководи ученически хор, за което през 1943 година по време на българското управление на част от Вардарска Македония е обявен за почетен гражданин на Дойран. Работи като доброволен секретар на черковно-училищното настоятелство в Дойран. През 1910 е секретар на българската митрополия в Лерин, а през 1912 – 1913 година е директор на 10-те основни училища в Битоля.
Участва в Балканската война от 1912 - 1913 като доброволец в Македоно-одринското опълчение и служи в Нестроевата рота на 1 дебърска и в 15 щипска дружина.
След Междусъюзническата война от 1913 година продължава учителската си дейност и следва пътя на Солунска гимназия, която се мести в градовете Струмица и Щип. Участва и в Първата световна война от 1915 – 1918 година.
През 1919 година за три месеца Борис Янишлиев е директор на прогимназията в Бобошево, след което се връща в Струмица, където от Щип е върната Солунската гимназия. През същата година в Струмица основава Дойранско благотворително братство „Полянин“, на което изработва устава. От 1924 до 1927 година е член на Българския музикален съюз и на Класния учителски съюз.
В 1925 година напуска Горноджумайската гимназия и се установява в София. От 1937 година е пенсионер с 36-годишен стаж, от които 8 години е администратор и коректор на „Списанието на българското икономическо дружество“, а останалите е преподавател.
Борис Янишлиев композира над 160 песни, рисува картини, изготвя карти и табла, събира старини. Подготвя и над 30 ръкописни книги, свързани главно с българската история, на които прави художествена украса.
Оставя спомени за град Дойран и за учителската си дейност в Солунската гимназия.
През 1959 година дарява личния си архив на Окръжния исторически музей в Благоевград, обособен в Личен фонд „Борис Янишлиев“.

## Трудове
- Янишлиевъ, Борисъ Д. Градъ Дойранъ (Полянинъ, Пулинъ) и живота ни тамъ при турското владичество до 1912 година (Спомени).   София, Печатница „Съгласие“, 1934.
- Янишлиевъ, Борисъ Д. Градъ Дойранъ (Полянинъ, Пулинъ) и живота ни тамъ при турското владичество до 1912 година (Спомени). Второ издание на автора (с нѣкои допълнения, картини-изгледи на града и нотирани пѣсни.   София, Печатница „Съгласие“, 1936.